# Мун Га Йон
Мун Га Йон (кор. 문가영, 文佳煐, Mun Gayeong, нар. 10 липня 1996, Карлсруе, Німеччина) — південнокорейська акторка. Відома ролями у телесеріалах «Струни душі» (2011), «Exo за сусідніми дверима» (2015), «Спокусник» (2018), «Ласкаво просимо до Вайкікі 2» (2019), «Знайди мене у своїй пам’яті» (2020), «Справжня краса» (2020—2021), «Посилання: Їж, кохай, вбивай» (2022), «Розуміння кохання» (2022—2023).

## Біографія
Мун Га Йон народилася 10 липня 1996 року в німецькому місті Карлсруе, в якому в той час мешкали її батьки. На батьківщину, Га Йон разом з родиною, повернулася у 2006 році. У тому ж році вона розпочала свою акторську кар'єру з дитячих ролей в фільмах та серіалах. У наступні декілька років Га Йон постійно знімалася, здебільшого виконуючи ролі головних героїв в юному віці. Першою головною роллю в її кар'єрі стала роль в мінісеріалі «Мімі», що вийшов на кабельному каналі Mnet у 2014 році. В той же час стався перехід акторки до більш дорослих ролей. У 2015 році молода акторка зіграла роль служниці в історичному серіалі «Купець: Кекджу 2015», у наступному році вона отримала другорядну роль в історичному серіалі «Таємний цілитель». Першу нагороду в її кар'єрі принесла Га Йон одна з головних ролей в романтичному трилері «Спокусник», в якому вона вдало зіграла роль доньки директора лікарні. Навесні 2019 року Га Йон зіграла одну з головних ролей в комедійному серіалі «Ласкаво просимо до Вайкікі 2».

## Фільмографія

### Телевізійні серіали
| Рік       | Назва                               | Роль                             | Мережа        |
| --------- | ----------------------------------- | -------------------------------- | ------------- |
| 2006      | «Падший янгол, Дженні»              | Хе Мі                            | Mnet          |
| 2007      | «Сьогодні хмарно»                   | Рі На                            | EBS           |
| 2007      | «Принць часу»                       |                                  | MBC           |
| 2007      | «На моєму боці»                     | юна Со Ин Чжу                    | MBC           |
| 2007      | «Відьма Ю Хї»                       | юна Ма Юн Хї                     | SBS           |
| 2007      | «Весілля Ме Рі»                     | юна Хван Ме Рі                   | MBC           |
| 2007      | «Рідне місто над пагорбом»          | На Хе Йон                        | KBS1          |
| 2008      | «Гірке та солодке життя»            | Ха На Рі                         | MBC           |
| 2009      | «Ча Мьон Го»                        | юна Со Со                        | SBS           |
| 2009      | «Друг. Наша легенда»                | юна Чхве Чін Сук                 | MBC           |
| 2010      | «Авторитетна родина»                | юна Хан Дан Ї                    | KBS1          |
| 2010      | «Поганий хлопець»                   | юна Хон Те Ра                    | SBS           |
| 2011      | «Струни душі»                       | Лі Чон Хьон                      | MBC           |
| 2013      | «Хто ти?»                           | Дан О Рим (гість, 1 та 2 серії)  | tvN           |
| 2013      | «Родина Ван»                        | Ван Хє Бек                       | KBS2          |
| 2014      | «Мімі»                              | Мімі                             | Mnet          |
| 2015      | «Exo за сусідніми дверима»          | Чі Йон Хї                        | Naver TV Cast |
| 2015      | «Купець: Кекджу 2015»               | Воль                             | KBS2          |
| 2015      | «Прекрасне кохання»                 | Пак Су Чжін                      | Naver TV Cast |
| 2016      | «Таємний цілитель»                  | Сольге                           | JTBC          |
| 2016      | «Навіть не мрій»                    | Лі Ппаль Дан                     | SBS           |
| 2017      | «Заслуговує ім'я»                   | Донмакге                         | tvN           |
| 2017      | «Одинокий вальс» (спеціальна драма) | Кім Мін Сон                      | KBS2          |
| 2018      | «Спокусник»                         | Чхве Су Чжі                      | MBC           |
| 2019      | «Ласкаво просимо до Вайкікі 2»      | Хан Су Йон                       | JTBC          |
| 2020      | «Знайди мене у своїй пам’яті»       | Йо Ха Чжін                       | MBC           |
| 2020—2021 | «Справжня краса»                    | Ім Чжу Кьон                      | tvN           |
| 2022      | «Падаюча зірка»                     | Йо Ха Чжін (камео, 6 та 8 серії) | tvN           |
| 2022      | «Посилання: Їж, кохай, вбивай»      | Но Да Хьон                       | tvN           |
| 2022—2023 | «Відсоток кохання»                  | Ан Су Йон                        | JTBC          |

### Фільми
| Рік  | Назва                   | Роль       |
| ---- | ----------------------- | ---------- |
| 2006 | «Криваве возз’єднання»  | юна Ин Йон |
| 2007 | «Бант»                  | О Йо Рьон  |
| 2007 | «Чорний дім»            | Чхуль Йон  |
| 2007 | «Тіні в палаці»         | Іль Вон    |
| 2007 | «Наше місто»            | юна Со Йон |
| 2008 | «Ви бачили Сеул?»       | Бан Рьо    |
| 2013 | «Убивча мультиплікація» | Чо Со Хьон |
| 2015 | «Салют де'амур»         | А Йон      |
| 2015 | «Острів»                | Йон Чжу    |
| 2016 | «Затемнення»            | Ин Йон     |
| 2016 | «Знову двадцять»        | Су Мі      |

## Нагороди
| Рік  | Нагорода                     | Категорія                                                                            | Робота                        | Результат | Прим.       |
| ---- | ---------------------------- | ------------------------------------------------------------------------------------ | ----------------------------- | --------- | ----------- |
| 2010 | 24-та Премія KBS драма       | Краща юна акторка                                                                    | «Авторитетна родина»          | Номінація |             |
| 2013 | 27-ма Премія KBS драма       | Краща юна акторка                                                                    | «Родина Ван»                  | Номінація |             |
| 2017 | 31-ша Премія KBS драма       | Краща акторка одноактної / спеціальної/ короткої драми                               | «Одинокий вальс»              | Номінація |             |
| 2018 | 37-ма Премія MBC драма       | Нагорода за майстерність (акторка серіалу що транслювався щопонеділка та щовівторка) | «Спокусник»                   | Перемога  | [ 6 ]       |
| 2018 | 37-ма Премія MBC драма       | Краща нова акторка                                                                   | «Спокусник»                   | Номінація | [ 6 ]       |
| 2020 | 39-та Премія MBC драма       | Нагорода за майстерність (акторка серіалу що транслювався щосереди та щочетверга)    | «Знайди мене у своїй пам’яті» | Номінація |             |
| 2020 | 39-та Премія MBC драма       | Краща пара (разом з Кім Дон Уком)                                                    | «Знайди мене у своїй пам’яті» | Перемога  |             |
| 2021 | 6-та Премія азійський артист | Нагорода за популярність (акторка)                                                   | Мун Га Йон                    | Номінація | [ 7 ]       |
| 2021 | 6-та Премія азійський артист | Нагорода за кращі емоції                                                             | «Справжня краса»              | Перемога  | [ 8 ] [ 9 ] |